# GameRankings
GameRankings fue un sitio web de videojuegos que recopiló puntajes de revisión de diversas fuentes para dar una calificación promedio. Indiza más de 315,000 artículos relacionados con más de 14,500 videojuegos. 
GameRankings es propiedad de CBS Interactive. Sitios web similares incluyen GameStats, Metacritic (también propiedad de CBS Interactive), MobyGames y TopTenReviews.  
El sitio web ha sido redirigido a Metacritic desde diciembre de 2019.

## Rankings
GameRankings recopiló y vinculó (pero no alojó) reseñas de otros sitios web y revistas y promedios específicos. Si bien pueden enumerarse cientos de comentarios, solo los que GameRankings consideraron notables se usaron para el promedio. Las puntuaciones se obtuvieron de numerosas fuentes estadounidenses y europeas. El sitio utilizó una calificación porcentual para todas las revisiones para poder calcular un promedio. Sin embargo, debido a que no todos los sitios usan el mismo sistema de puntaje (algunos califican de 5 o 10, mientras que otros usan una calificación de letra), GameRankings cambió todos los otros tipos de puntajes en porcentajes usando un proceso de conversión relativamente sencillo.
Cuando un juego acumuló seis revisiones totales, se le dio una clasificación en comparación con todos los otros juegos en la base de datos y una clasificación en comparación con los juegos en su consola. 
A partir del cierre del sitio en diciembre de 2019, el juego mejor calificado con al menos veinte revisiones fue Super Mario Galaxy, con un 97.64% en 78 revisiones.

### Reglas de inclusión del sitio
GameRankings siguió reglas específicas para determinar qué sitios de revisión se usaron para calcular la puntuación general de un juego. Desde la página de ayuda de GameRankings, fueron: 
- Los sitios deben tener al menos 300 revisiones archivadas para sitios de varios sistemas/géneros, o 100 revisiones para sitios de un solo sistema o géneros.
- Los sitios deben publicar un mínimo de 15 comentarios al mes.
- Los sitios deben ser visualmente atractivos y verse profesionales.
- Los sitios deben revisar una variedad de títulos.
- Los sitios deben tener un nombre de dominio dedicado con alojamiento profesional.
- Las revisiones del sitio deben estar bien escritas.
- Los sitios deben comportarse de manera profesional.[4]

Sin embargo, algunos sitios que siguen estas reglas no se incluyeron, como los sitios en idiomas distintos del inglés. 

## Cierre
Como anunció GameRankings, el sitio web se cerró y se redirigió a Metacritic el 9 de diciembre de 2019. El equipo de GameRankings se unió a Metacritic y se centró en los juegos clásicos.